# HD 11031
HD 11031，又名BD+47 508，SAO 37536、HR 526，是一颗恒星，视星等为5.82，位于銀經132.86，銀緯-13.86，其B1900.0坐标为赤經1h 43m 2.9s，赤緯+47° -13.86′ 56″。